# Dammar
Dammar er en type harpiks, der udvindes af flere arter Hopea og Araucaria. Den danner bleggule, gennemsigtige og stærkt lysbrydende klumper. Den knuses let og kan modsat mastiks ikke tygges. Den er delvist opløselig i sprit, æter, benzin og acetone, godt opløselig i amylacetat og fuldkomment opløselig i kloroform, benzol og svovlkulstof og i fede og æteriske olier. Den kan bruges til retoucherfernis opløst i terpentinolie med en lille tilsætning af en fed olie.